# Мохапатра, Нирад
Нирад Нараян Мохапатра (ория ନୀରଦ ନାରାୟଣ ମହାପାତ୍ର, англ. Nirad Narayan Mohapatra; 12 ноября 1947 — 19 февраля 2015) — индийский кинорежиссёр
 и кинопродюсер, снимавший фильмы на языке ория. Его фильм Maya Miriga выиграл Национальную кинопремию в 1984 году.

## Биография
Родился 12 ноября 1947 года в штате Одиша и был старшим из семи детей в семье борца за свободу Нараяна Мохапатры.
Вырос в Бхадраке и с детства интересовался кино. В 1967 году получил степень бакалавра искусств и записался в Уткальский университет для получения степени в области политологии, но вскоре бросил и в 1968 году поступил на режиссёрские курсы в Институт кино и телевидения Индии.
Спустя пять лет он был принят в этот же институт на должность преподавателя и проработал там два года. В это время среди его студентов были Видху Винод Чопра, Кетан Мехта, Гириш Касаравалли, Джахну Баруа и Саид Ахтар Мирза.
В 1974 году он основал Cinexstasy, киноклуб в Бхубанешваре, который функционировал вплоть до 1983 года.
В 1974 году Нирад снял свой первый фильм — документальный Dhauligiri Shanti Stupa. Но главным его творением считают художественный Maya Miriga 1984 года, поднимающий проблему возрастающей разобщенности семей в эпоху урбанизации. Фильм был снят в приморском городке Пури, а съёмочной площадкой послужил заброшенный дом.
Картина получила Национальную кинопремию как второй лучший фильм года
и специальную премию жюри на Гавайском кинофестивале,
была признана лучшим фильмом третьего мира на Международном кинофестивале Мангейм — Гейдельберг и
показана на «неделе критики» в Каннах.
Maya Miriga остался единственным художественным фильмом режиссёра, все картины, снятые им в дальнейшем, были документальными.
В 1985 году Мохапатра получил приглашение прочитать лекции о кинематографе от четырех американских институтов. Несколько раз он был членом жюри и отборочной комиссии Индийского кинофестиваля. Последние четыре года своей жизни преподавал в KIIT University в Бхубанешваре.
В январе 2015 года Мохапатра был помещён в Fortis Hiranandani Hospital с подозрением на рак. Там он перенёс две операции в течение месяца, но его состояние ухудшилось, и он скончался 19 февраля. У него остались жена, двое сыновей и дочь.